# È la solita storia del pastore
È la solita storia del pastore, nota anche come Lamento di Federico, è un'aria dal secondo atto dell'opera L'arlesiana (1897) di Francesco Cilea, su libretto di Leopoldo Marenco.
Per la sua popolarità, l'aria è sovente inclusa nei recital operistici e in antologie discografiche del genere.

## Testo
L'aria è cantata dal protagonista dell'opera, Federico (tenore), perdutamente innamorato di una ragazza di Arles – l'Arlesiana del titolo dell'opera, che non compare mai sulla scena – la quale, contrariamente alle apparenze, si è rivelata donna indegna poiché è già impegnata con Metifio.

Solo sul palcoscenico e col cuore infranto, Federico legge le lettere che la fanciulla ha inviato a Metifio e che provano il suo tradimento:
Il povero ragazzo voleva raccontarla

E s'addormì.

C'è nel sonno l'oblio.

Come l'invidio!

Anch'io vorrei dormir così,

nel sonno almen l'oblio trovar!

La pace sol cercando io vo.

Vorrei poter tutto scordar!

Ma ogni sforzo è vano.

Davanti ho sempre

di lei il dolce sembiante.

La pace tolta è solo a me.

Perché degg'io tanto penar?

Lei! Sempre lei mi parla al cor!

Fatale vision, mi lascia!

Mi fai tanto male! Ahimè!»